# Anomochlooideae
Anomochlooideae Pilg. ex Potztal, 1957  è una sottofamiglia di piante erbacee spermatofite monocotiledoni appartenenti alla famiglia Poaceae (ordine delle Poales).

## Etimologia
Il nome della sottofamiglia deriva dal suo genere tipo Anomochloa Brongniart il cui nome significa "erba senza legge" (dal greco antico anomoj-xloh). Il nome scientifico è stato definito inizialmente dal botanico germanico specializzato nello studio delle conifere Robert Knud Friedrich Pilger (1876, Helgoland – 1953, Berlino) perfezionato successivamente dalla botanica tedesca (direttrice del Museo Botanico di Berlino) Eva Hedwig Ingeborg Potztal (1924 Berlino - 2000) nella pubblicazione "Willdenowia. Mitteilungen aus dem Botanischen Garten und Museum Berlin-Dahlem. Berlin-Dahlem - 1: 772. 1957" del 1957.

## Descrizione

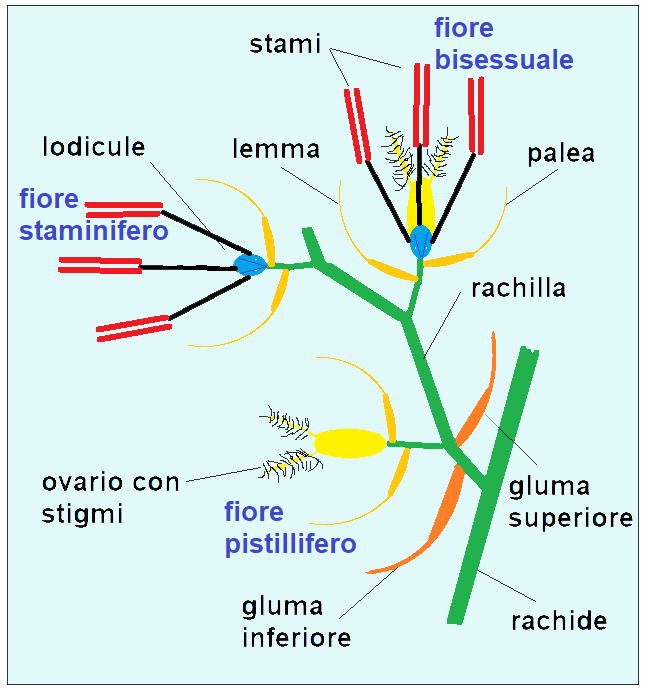
Spighetta generica con un fiore bisessuale, uno staminifero e un pistillifero

### Portamento
Il portamento delle specie di questa sottofamiglia è erbaceo perenne rizomatoso. Le radici in genere sono del tipo fascicolato. I fusti sono cavi a sezione rotonda; contengono inoltre corpi silicei. Nelle zone nodali si riscontra un certo ispessimento. Gli internodi basali sono meristematici.

### Foglie
Le foglie lungo il caule sono alterne e distiche; composte da una guaina, una ligula e una lamina. La ligula può essere frangiata (Anomochloa) in oppure è mancante (Streptochaeta). Il pulvino si trova all'estremità distale dello pseudopicciolo. La lamina delle foglie, di tipo parallelinervia, è molto larga (Anomochloa). In Streptochaeta alla base delle foglie sono presenti dei "padiglioni auricolari".

### Fiori
- Le infiorescenze non sono tipiche della famiglia (non sono costituite, come da tutte le altre Poaceae, da un gineceo, un androceo, delle lodicule, una palea e un lemma) e vengono definite "equivalenti a spighette", ossia più o meno equivalente ad un singolo fiore bisessuale (ermafrodita). Sono presenti inoltre delle strutture simili a brattee disposte in fillotassi insoliti, ma che probabilmente rappresentano perianzi altamente modificati. In Anomochloa l'infiorescenza si presenta con una forma a "punta": ogni ramo (leggermente distico) è sotteso da una brattea avvolgente; mentre i fiori sono sottesi da due ulteriori brattee separate da un internodo (la brattea superiore si estende in una stretta foglia a lama incurvata). In Streptochaeta le infiorescenze sono simile a spighe con rami laterali, ciascuno recante 11 brattee disposte a spirale con morfologie variabili (le 6 brattee finali terminano con lunghe reste che a maturità si attorcigliano). In questo genere inoltre i rami primari che terminano in fiori sembrano essere disposti a spirale.
- I fiori sono ermafroditi (bisessuali), attinomorfi e sono formati più o meno da 3 verticilli: perianzio ridotto, androceo e gineceo.
- Formula fiorale:[5]

- , P 2, A (1-)3(-6), G (2-3) supero, cariosside.

- Il perianzio in queste specie è molto ridotto; formato da due lodicule, delle squame, poco visibili (forse relitto di un verticillo di 3 sepali).
- L'androceo è formato da 4 stami con antere centrofisse o basifisse (nelle altre famiglie il filamento è attaccato sul lato abassiale dell'antera) circondati da un anello di ciglia. Ogni stame ha due teche con 4 sporangi. La deiscenza è laterale. Il polline è monoporato.
- Il gineceo è composto da 3 (2) carpelli connati formanti un ovario supero. L'ovario ha un solo loculo con un solo ovulo subapicale (o quasi basale). L'ovulo è anfitropo e semianatropo e tenuinucellato o crassinucellato.  Lo stilo è unico. In Streptochaeta lo stilo termina con tre rami stigmatici. Anomochloa ha una singola struttura che presumibilmente corrisponde a un singolo stilo e stigma. Gli stigmi non sono piumosi (contrariamente al resto della famiglia).

### Frutti
I frutti sono del tipo cariosside, ossia sono dei piccoli chicchi indeiscenti nel quale il pericarpo è formato da una sottile parete che circonda il singolo seme (ossia il pericarpo è più o meno fuso al seme). In particolare l'endosperma è duro e l'ilo pur essendo lungo è poco appariscente. L'epiblasto può essere assente (Streptochaeta) o presente (Anomochloa). I margini delle foglie dell'embrione possono essere sovrapposti.

## Biologia
In generale nelle Poaceae la fecondazione avviene fondamentalmente tramite l'impollinazione dei fiori per via  anemogama. Nelle specie della sottofamiglia Anomochlooidea sia la posizione delle antere (centrofisse e basifisse) che gli stimmi non piumosi (quest'ultima caratteristica è importante per catturare meglio il polline aereo) suggeriscono una impollinazione degli insetti piuttosto che l'impollinazione del vento.
I semi cadendo a terra, dopo aver eventualmente percorso alcuni metri a causa del vento (dispersione anemocora) sono dispersi soprattutto da insetti tipo formiche (mirmecoria).

## Distribuzione e habitat
Questa sottofamiglia è endemica dell'America tropicale con relativi habitat tropicali.

## Tassonomia
La famiglia delle Poacee comprende circa 800 generi e oltre 9.000 specie. È una delle famiglie più numerose e più importanti del gruppo delle monocotiledoni. La famiglia è suddivisa in 12 sottofamiglie, il gruppo di questa voce è una di queste.

### Generi
La sottofamiglia si compone di 2 generi e 4 specie:
- Anomochloa Brongn. (1 specie, Anomochloa marantoidea)
- Streptochaeta Schrad. ex Nees (3 spp.)

#### Chiavi analitiche per i generi
Per meglio comprendere ed individuare i vari generi della sottofamiglia, l’elenco seguente utilizza il sistema delle chiavi analitiche (vengono cioè indicate solamente quelle caratteristiche utili a distingue un genere dall'altro).
- Gruppo 1A: le foglie basali sono provviste di lunghi pseudopiccioli; gli stami sono circondati da frange e due brattee; la brattea più vicina ai fiori è simile alle foglie ed ha una guaina e una lama;

- Anomochloa Brongniart

- Gruppo 1B: le foglie lungo il culmo hanno brevi "pseudopiccioli"; le brattee che sottendono il fiore sono in numero di 11; le brattee vicine agli organi floreali sono prive di guaina e lama ma con una lunga resta arrotolata;

- Streptochaeta Nees

### Filogenesi
Tradizionalmente le specie di questa sottofamiglia erano descritte all'interno delle Bambusoideae. In seguito ricerche filogenetiche sul DNA hanno evidenziato la loro posizione ancestrale nell'ambito della famiglia. La monofilia di questo gruppo potrebbe essere supportata (oltre all'analisi del DNA) da "micropeli" estremamente lunghi; ma non tutti gli Autori sono concordi. I due unici generi della sottofamiglia formano comunque un "gruppo fratello" e sono alla "base" della famiglia (ossia sono "gruppo fratello" al resto della famiglia).
Possibili sinapomorfie per questa sottofamiglia sono:
- particolari (e uniche) infiorescenze definite "equivalenti a spighette";
- strutture simili a brattee disposte in fillotassi insoliti.

La perdita nella sottofamiglia Anomochlooidea della modifica del perianzio interno per formare le lodicule (una possibile sinapomorfia per tutta la famiglia) potrebbe in realtà essere dovuto ad un evento verificatosi appena prima della divergenza della sottofamiglia Pharoidea e quindi di tutto il resto della famiglia.
Le specie della sottofamiglia Anomochlooideae insieme alle specie delle sottofamiglia Pharoideae e Puelioideae e la maggior parte delle specie della sottofamiglia Bambusoideae (quindi i gruppi "basali" delle Poaceae) nelle foglie presentano uno "pseudopicciolo", ossia un restringimento della base della lamina fogliare sopra la ligula. Questa parte potrebbe essere ancestrale e sinapomorfica per questo gruppo.
Numeri cromosomici:
- Anomochloa: 2n = 36.
- Streptochaeta: 2n = 22.

Albero filogenetico semplificato della famiglia Poaceae nel quale si evidenzia la posizione "basale" della sottofamiglia Anomochlooideae:
|  | Anomochloa    |
|  |               |
|  | Streptochaeta |
|  |               |

|  | Puelioideae                                                |
|  |                                                            |
|  | \| \| BEP clade \| \| \| \| \| \| PACMAD clade \| \| \| \| |
|  |                                                            |
|  | BEP clade                                                  |
|  |                                                            |
|  | PACMAD clade                                               |
|  |                                                            |

|  | BEP clade    |
|  |              |
|  | PACMAD clade |
|  |              |

|  | Puelioideae                                                |
|  |                                                            |
|  | \| \| BEP clade \| \| \| \| \| \| PACMAD clade \| \| \| \| |
|  |                                                            |
|  | BEP clade                                                  |
|  |                                                            |
|  | PACMAD clade                                               |
|  |                                                            |

|  | BEP clade    |
|  |              |
|  | PACMAD clade |
|  |              |

|  | Anomochloa    |
|  |               |
|  | Streptochaeta |
|  |               |

|  | Puelioideae                                                |
|  |                                                            |
|  | \| \| BEP clade \| \| \| \| \| \| PACMAD clade \| \| \| \| |
|  |                                                            |
|  | BEP clade                                                  |
|  |                                                            |
|  | PACMAD clade                                               |
|  |                                                            |

|  | BEP clade    |
|  |              |
|  | PACMAD clade |
|  |              |

|  | Puelioideae                                                |
|  |                                                            |
|  | \| \| BEP clade \| \| \| \| \| \| PACMAD clade \| \| \| \| |
|  |                                                            |
|  | BEP clade                                                  |
|  |                                                            |
|  | PACMAD clade                                               |
|  |                                                            |

|  | BEP clade    |
|  |              |
|  | PACMAD clade |
|  |              |

Si stima che il gruppo della sottofamiglia di questa voce abbia iniziato a divergere circa tra 77 e 65 milioni di anni fa.